# Küssnachter SC
Der Küssnachter Schlittschuhclub (oft auch KSC Küssnacht, KSC Küssnacht am Rigi) ist ein Eishockey-Verein aus Küssnacht SZ, Kanton Schwyz, in der Schweiz.

## Geschichte
Die Kunsteisbahn-Genossenschaft Küssnacht beschloss 1978 den Bau einer offenen Eisbahn, daraufhin wurde auch der Küssnachter Schlittschuhclub gegründet. 1988 stieg die Herrenmannschaft des Vereins aus der 1. Liga in die 2. Liga ab, in der diese bis heute spielt. 
1998 wurde die offene Eisbahn überdacht und heisst seither Rigi-Halle. Sie hat eine Kapazität von 1.000 Zuschauern.
Für die Nachwuchsförderung führt der KSC eine jährlich stattfindende Eishockeyschule durch und unterhält Nachwuchsmannschaften in allen Altersklassen. Zudem wurde am 14. März 2016 der Verein «Hockey Innerschwyz» gegründet, den der KSC zusammen mit dem Partnerverein EHC Seewen seither erfolgreich betreibt. So haben über 180 Sportlerinnen und Sportler die Möglichkeit, dem Eishockeysport in der Zentralschweiz nachzugehen.
Der Hockey Innerschwyz  (HCI) verfügt über drei Vollzeitrainerinnen und Trainer, die für den Trainings- und Spielbetrieb verantwortlich sind. Neben vielen ehrenamtlichen Helfern ist die Nachwuchsorganisation des KSC in Zusammenarbeit mit dem EHC Seewen zu einer der grössten Nachwuchsorganisationen in der Region geworden. Unter der Spielergemeinschaft «Hockey Innerschwyz» wird der Meisterschafts- und Trainingsbetrieb auf den Stufen U13 bis U20 mit den Nachwuchsspielern des KSC Küssnacht und EHC Seewen gemeinsam bestritten. Mit diesem Konstrukt ist es möglich, den Spielerinnen und Spielern die optimale Leistungsstufe anbieten zu können.

## Spieler

### Gesperrte Trikotnummern
- #23 Thade Flury

### Bekannte Spieler
- Fabian Schnyder
- Simon Schnyder
- Dario Trutmann
- Robin Meyer
- Dario Sidler

## Frauen
Im März 2007 entschied der EV Zug, seine Frauenmannschaft aufzulösen. Ein großer Teil des Kaders wechselte daraufhin zum Küssnachter SC, der zudem den Startplatz des EVZ in der höchsten Spielklasse im Fraueneishockey, der Leistungsklasse A, übernehmen konnte. In den folgenden zwei Spielzeiten erreichte das Team jeweils das Halbfinale und scheiterte im kleinen Finale jeweils an den ZSC Lions Frauen. 2009 wurde die Mannschaft aufgrund fehlender Spielerinnen aufgelöst.

### Bekannte ehemalige Spielerinnen
Damals spielte unter anderem Daniela Diaz, die spätere Nationaltrainerin, sowie Nicole Bullo, Melanie Häfliger, Lara Stalder, Jeanette Marty und Anja Stiefel beim KSC.
Kader 2007/08
Michelle Gfeller – Stefanie Horat, Nicole Bullo, Lea Schmid, Karin Worni, Johanna Gautier, Safiya Muharuma – Stéphanie Lanz, Daniela Diaz, Anita Steinmann, Bianca Landis, Jeanette Marty, Melanie Häfliger, Silvia Bruggmann; Trainer: Flori Wohler

### Statistik
Legende zur Saisonstatistik: GP oder Sp = Spiele insgesamt; W oder S = Siege; L oder N = Niederlagen; T oder U = Unentschieden; OTS = Siege nach Verlängerung (Overtime);  OTN oder OL = Overtime-Niederlagen; SOS = Shootout-Siege; SOL oder SON = Shootout-Niederlagen; P oder Pkt = Punkte; Pct % = Siege in %; GF oder T = Tore; GA oder GT = Gegentore